# Hannie Lips
Hannie Lips (Rotterdam, 16 juli 1924 – Laren (Noord-Holland), 19 november 2012), ook bekend als tante Hannie, was een Nederlands televisieomroepster.
Lips volgde in 1954 Mies Bouwman op als omroepster van de KRO. Zij was de eerste omroepster die kinderprogramma's aankondigde. Zwaaien werd het handelsmerk van Hannie Lips. Eens per maand op woensdagmiddag zwaaide ze de kinderen met beide handen voor het gezicht ten afscheid. Dat gebeurde onder meer na afloop van het kinderprogramma van de KRO, Dappere Dodo, een marionettenserie van Bert Brugman die zeer succesvol was. Veel kinderen zwaaiden terug.
Op 12 maart 1958 presenteerde zij het derde Eurovisiesongfestival, het eerste dat in Nederland plaatsvond. Daarmee werd de traditie ingezet dat het songfestival wordt georganiseerd in het land dat in het voorafgaande jaar heeft gewonnen. Nederland had in 1957 namelijk gewonnen met het liedje Net als toen van Corry Brokken.
Lips speelde ook een rol in de televisieserie Hokus Pokus, dat kan ik ook (1956), als zichzelf, en in de televisiefilm Redt een kind (1959), als danseres met Rudi Carrell. 
In 1960 en 1962 presenteerde zij het Nationale Songfestival in Nederland. Zij beëindigde haar omroeploopbaan in 1966 en leidde daarna een teruggetrokken bestaan.
Ze overleed op 88-jarige leeftijd.

## Trivia
De televisierecensie van Het Parool werd van 1988 tot 6 mei 2023 onder de fictieve naam 'Han Lips' geschreven door verschillende redacteuren. Deze naam was verwees naar een fictief neefje van de omroepster en gold als ode aan haar.